# Adaga

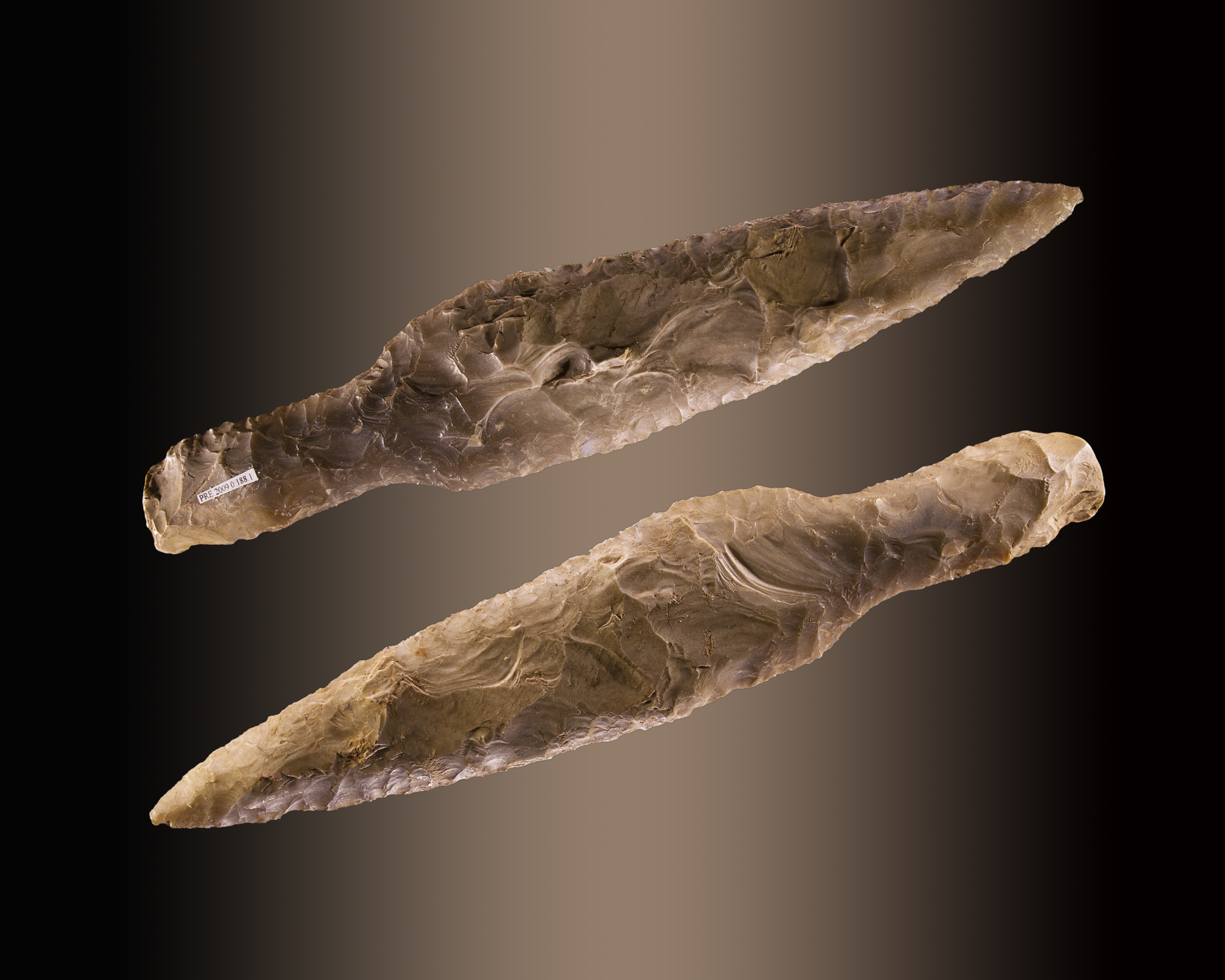
Adaga neolítica

Adaga é o nome genérico de um tipo de espada curta, de corte e perfuração, com duplo corte de têmpera forte, serrada ou compacta. Crê-se que tivesse origem na Península Ibérica, Mediterrâneo e Oriente Próximo (região dos sete mares). De formas diversas, evoluiu de outras formas de armas brancas medievais, como os punhais, as misericórdias, as facas e os cotós. Nem sempre teve o mesmo comprimento. Se no início era bastante larga e curta, no século 16 media cerca de um quarto a um terço de uma espada. No século XVII media, em média, 12 cm.

## Visão geral

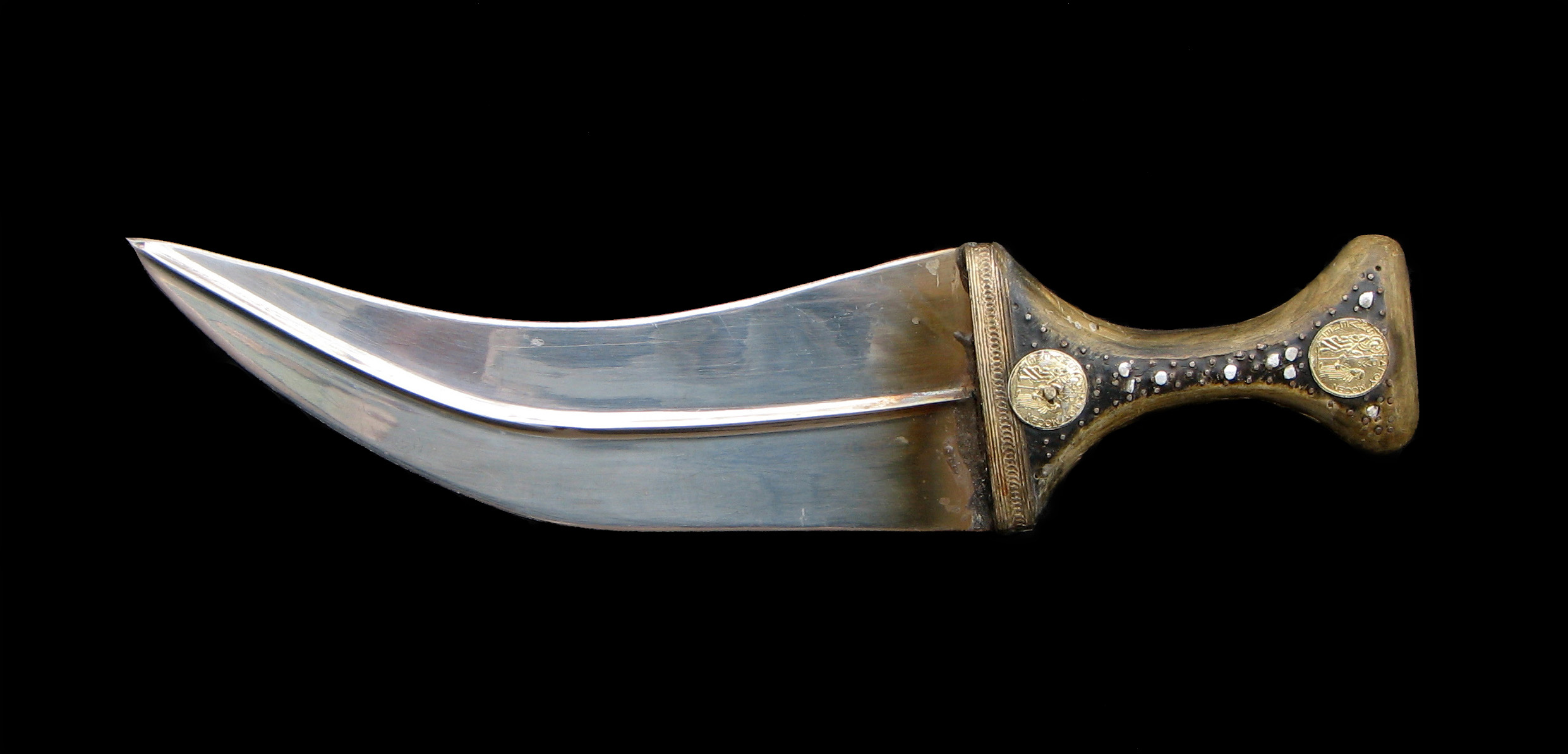
Jambia (جنبية), espécie de adaga originária do Iêmen.

Uma adaga é uma faca com uma ponta muito afiada e geralmente afiadas nos dois gumes, normalmente projetada ou capaz de ser usada como uma arma de golpe ou facada. As adagas têm sido usadas ao longo da história humana para confrontos de combate corpo a corpo,  e muitas culturas têm usado adagas adornadas em contextos rituais e cerimoniais. A forma distinta e o uso histórico da adaga a tornaram icônica e simbólica. Uma adaga no sentido moderno é uma arma projetada para combate próximo ou autodefesa; devido ao seu uso em montagens de armas históricas, tem associações com assassinatos e homicídios. Facas de dois gumes, no entanto, desempenham diferentes tipos de papéis em diferentes contextos sociais.
Uma grande variedade de facas de punhal foi descrita como punhais, incluindo facas que apresentam apenas um único fio cortante, como o punhal europeu ou o pesh-kabz afegão, ou, em alguns casos, nenhum fio cortante, como o estilete da Renascença. No entanto, nos últimos cem anos ou mais, na maioria dos contextos, uma adaga tem certas características definíveis, incluindo uma lâmina curta com uma ponta afilada, uma espinha central ou mais cheia e, geralmente, duas pontas cortantes afiadas em todo o comprimento da lâmina, ou quase isso. A maioria das adagas também apresenta uma proteção cruzada completa para evitar que a mão passe para a frente nas bordas afiadas da lâmina.
As adagas são principalmente armas, portanto, a legislação sobre facas em muitos lugares restringe sua fabricação, venda, posse, transporte ou uso.

## Uso
As adagas eram usadas principalmente para aparar os golpes de espada dos adversários, por exemplo, em duelos. Enquanto que a espada era usada na mão direita, a adaga era usada pela esquerda e tinha também, por vezes, a função de destruir a ponta da espada do adversário, já que a sua têmpera era mais forte - além de que, por vezes, o seu gume era serrilhado.
Muitas vezes usadas como arma de arremesso (adagas menores) tendo o mesmo objetivo que as shurikens se usada com sabedoria pelo ninja e acertasse uma grande artéria, poderia ser mortal (ver artes marciais do Japão).

## Adagas como peças simbólicas

### Simbolismo religioso
Um exemplo de simbolismo religioso ocorre na religião afrobrasileira do candomblé. Nela, oxum é a orixá da beleza, do amor e da prosperidade, e em seu status de guerreira com ligação a Oxóssi, tradicionalmente, ela traz uma alfange (ou adaga) e um ofá (arco e flecha) simbólicos.

### Simbolismo em brasões e bandeiras
Da mesma forma que muitos outros símbolos e cores, a adaga figura proeminentemente em muitos brasões e bandeiras de clãs, navios, estados, países, associações, etc.

## Instrumento de entretenimento
A adaga também tem sido utilizada em circos para o entretenimento do povo.